# 伊達宗倫 (登米伊達家)
伊達 宗倫（だて むねとも）は、江戸時代前期の陸奥国仙台藩一門第五席・登米伊達家4代当主。伊達騒動の主要人物の一人。伊達式部の通称で知られる。

## 生涯
寛永17年（1640年）4月3日、仙台藩2代藩主・伊達忠宗の五男として誕生。幼名は辰之助。
寛永21年（1644年）8月に登米伊達家を継いでいた同母兄の五郎吉が死去すると、翌正保2年12月2日（西暦では1646年1月）にその跡取りとして迎えられ、4代当主となる。慶安3年（1650年）2月18日、元服して宗倫と名乗る。万治3年（1660年）7月、異母弟で3代藩主・綱宗の隠居願に他の一門・重臣と共に署名する。この時、藩内には次期藩主として宗倫を推す声もあったが、結局は綱宗の長子・亀千代（のちの綱村）が4代藩主となっている。
宗倫は新田開発に力を注ぎ、相続時には1万570石であった知行高を万治年間には1万2168石に伸ばし、最終的には1万4152石（寛文10年（1670年）時点）まで増加させている。しかし、その結果として野谷地（未開発地域）が減少したことで隣接する他領との緩衝地帯が消滅したため、寛文年間に入ると同様に盛んな新田開発を進めていた涌谷伊達家当主・伊達宗重との間で境争論が頻発するようになる。登米伊達家は寛永年間に袋中地方（現：登米市中田町一帯）をめぐる佐沼城主津田氏との争論において屈従を強いられた過去があり、宗倫は争論に臨んで強硬な姿勢を示すことが多かった。
寛文5年（1665年）に発生した登米領の登米郡赤生津村と涌谷領の遠田郡小里村との間の争論では、宗重が妥協して宗倫に係争地を譲ったが、寛文7年（1667年）10月に発生した登米領の桃生郡大窪村と涌谷領の遠田郡二郷村との間の争論は、対象が当初の2か村の問題から郡境の広い範囲に拡大したこと、両者の主張する領分が大きく食い違ったこと、さらには郡境を示す明確な証拠である『正保国絵図』の控えが失われていたことが相まって、容易に決着しなかった。そのため宗重からは、両家合同での検分により郡境を確定したいとの申し入れがあったが、宗倫は仙台本藩による裁決によって決着したいと回答し、寛文8年（1668年）4月に本藩に対し検分役人の派遣を要請した。この時は幕府の国目付が在国中であることを理由に要請を差し止められたが、一門の石川宗弘・伊達宗敏による仲裁も効果なく、宗倫は国目付が仙台を離れた翌寛文9年（1669年）2月に再び訴えを起こした。
訴えを受けた本藩後見役の伊達宗勝（一関藩主）・田村宗良（岩沼藩主）の両名は、同年5月23日に酒井忠清（大老）・立花忠茂（前柳川藩主）の内諾を得て、野谷地の3分の2を登米領に、3分の1を涌谷領に振り分ける裁定を下した。宗倫・宗重は共に一応の不服を訴えたものの両者とも裁定に従い、同年7月に検分が開始されたが、宗勝の威を笠に着た検分役の今村安長が裁定に反して涌谷領分を5分の1未満に削り、抗議した涌谷家中に対して無礼を働いた。これに激怒した宗重が宗勝一派のそれまでの不正の数々を幕府に上訴するに至り、寛文11年（1671年）3月の酒井忠清邸での刃傷沙汰（狭義の伊達騒動）へと発展する。この争論が騒動の最終局面への引き金となったため、宗倫の騒動における立ち位置は宗勝派の側に分類されることが多いが、宗倫は宗勝派の中心人物の一人である津田景康との間にも、寛文2年（1662年）に断絶した米岡白石家の旧領をめぐる争論を抱えており、単純に宗倫を宗勝派と見なすことは出来ない。
寛文10年（1670年）1月15日、前年に行われた亀千代の殿上元服への御礼のため藩主名代として江戸に赴き、4代将軍・徳川家綱に拝謁したが、帰国直後に病に倒れ、2月10日に仙台で死去した。享年31。家督は同年5月に入嗣した綱宗の子・熊之助（村直）が相続した。宗倫は登米伊達家の菩提寺である養雲寺ではなく、自身が再興した寺池の覚乗寺に埋葬された。寛文12年（1672年）に完成した宗倫の霊屋（天山廟）は「覚乗寺高台院霊屋」として、宮城県より文化財指定を受けている。

## 系譜
- 父：伊達忠宗（1600-1658）
- 母：瑞昌院 - 側室。長田忠重の娘
- 養父：伊達五郎吉（1638-1644） - 同母兄。正室は白石宗貞の長女の竜雲院
- 正室：霊光院 - 白石宗貞の二女
- 養子
  - 男子：伊達村直（1666-1709） - 伊達綱宗の四男